# Пакстон, Джозеф
Джо́зеф Па́кстон (англ. Joseph Paxton, 3 августа 1803, Мильтон-Брайен, Бедфордшир — 8 июня 1865, Сиднэм, Лондон) — английский архитектор, садовод и ботаник.

## Биография
Был седьмым сыном небогатого фермера. После окончания школы помогал брату, но из-за плохого обращения ушёл от него и, прибавив два года к возрасту, поступил в обучение к садовнику Садоводческого общества в Чизике. Вскоре молодого специалиста переманил к себе герцог Девонширский и сделал главным садовником Чатсуорт-хауса. Войдя в доверие к нанимателю, Пакстон разбил дендрарий, построил большой фонтан и стеклянные оранжереи. В те времена уже знали, что на развитие растений влияет угол наклона солнечных лучей, и садовник применил эти сведения на практике. Кроме того, он придумал сложную систему желобов, отводивших воду. Главным же достоинством теплиц Пакстона была их портативность.
В 1837 году он построил Великую оранжерею, бывшую на тот момент самым большим стеклянным зданием в мире. Терморегуляцию обеспечивали восемь котлов и 11 километров труб. Недостатком сооружения была дороговизна обслуживания (в 1923 г. оранжерею снесли). Пакстон также занимался изучением строения огромных листьев водного растения Виктория амазонская (Victoria amazonica), эти занятия подсказали ему некоторые идеи для строительства Хрустального дворца.
В 1850 году на конкурс проектов дворца для Всемирной выставки было представлено более 200 проектов, большинство из которых требовало больших временных и денежных затрат. Узнав об этом, Пакстон на заседании правления железнодорожной компании нарисовал эскиз, подсказанный строительством теплицы для виктории амазонской. Проект встретил одобрение в обществе и, хотя и не без сопротивления, был принят комиссией. Конструкция из деревянных рам, листового стекла, железных балок и чугунных опорных стоек воплощала свежие достижения британской науки и промышленности, стоила относительно недорого и могла быть разобрана после окончания выставки. За свою работу архитектор был посвящён в рыцари.
В последние годы жизни Пакстон планировал городские сады во многих местах Англии, строил загородные дома для баронов де Ротшильд (Шато-де-Феррье, Замок Ментмор), сотрудничал с Королевскими ботаническими садами Кью, занимался политикой и издавал журналы. Его «Хроника садоводов» (англ. The Gardeners' Chronicle) являлась одним из самых популярных журналов Англии.
Архитектор был женат и имел 8 детей.